# Бублик, Борис Николаевич
Бори́с Никола́евич Бу́блик (укр. Борис Миколайович Бублик; род. 25 января 1936, с. Клюки, Тетиевский район, Киевская область, УССР, СССР — 25 декабря 1999, Киев, Украина) — советский и украинский учёный, доктор физико-математических наук (1969), профессор (1971), член-корреспондент Национальной академии наук Украины, Заслуженный работник высшей школы УССР (1984). Под его руководством сформировалась научная школа по моделированию и оптимизации, в рамках которой на кафедре защищена 21 докторская и более 100 кандидатских диссертаций.

## Биография
Родился 25 января 1936 года в селе Клюки Тетиевского района Киевской области. Отец – Николай Миронович, 1900 г.р. работал бухгалтером совхоза «Горняк» Лисичанского района Донецкой области, арестован 29.04.38 г., приговорен к расстрелу 04.05.38, приговор приведен в исполнение. 04.07.58 реабилитирован посмертно, место захоронения не известно..
В 1953 году окончил среднюю школу в г. Оратове Винницкой области и поступил на механико-математический факультет Киевского госуниверситета им. Т. Шевченко, закончив его в 1958 году. В 1957 году был представителем от студентов Киева на VI Всемирном фестивале молодежи в Москве. В 1962 году защитил кандидатскую диссертацию на тему «Колебания пластин и пологих оболочек, подкрепленных ребрами жёсткости» (научный руководитель член-корреспондент АН Украины Положий Г. М.). В 1971 году защитил докторскую диссертацию на тему «Численные методы решения задач теории колебаний пластин и оболочек».
С 1962 года преподавал на кафедре математики и математической физики. В 1963—1964 годах по программе научного обмена преподавал в Монгольском государственном университете.
После основания в 1969 году факультета кибернетики возглавил новую кафедру моделирования сложных систем, с 1977 по 1984 год был деканом этого факультета.
26 декабря 1979 года стал членом-корреспондентом НАН Украины.
На радиофизическом факультете КНУ читал нормативный курс «Методы математической физики».
В течение 1992-1997 гг. возглавлял экспертный совет по информатики и кибернетики ВАК Украины, был членом редколлегий многих научных журналов.
Умер 25 декабря 1999 года, похоронен в Киеве на Байковом кладбище.

## Научная деятельность
Область научных интересов — численно-аналитические методы исследования спектральных задач для уравнений математической физики, теории упругости, теории пластин и оболочек.
Основные полученные научные результаты:
- основал и обосновал численно-аналитический метод решения спектральных задач математической физики, механики, теории упругости;
- разработал методы решения актуальных задач прикладной математики, в частности, задач о колебания и устойчивости упругих пластин и оболочек, подкреплённых рёбрами жёсткости, оболочек с жидкостью, многослойных пластин и оболочек[4].

Автор более 110 научных работ, среди которых монографии:
- «Основы теории управления»: Науч. пособие. — Киев, 1975.
- «Численное решение динамических задач теории пластин и оболочек.» — Киев, 1976.
- «Методы и алгоритмы решения задач оптимизации.» — Киев, 1983.
- «Структурно-параметрическая оптимизация и устойчивость динамики пучков.» — Киев, 1985.

## Признание и награды
Удостоен 11 премий и государственных наград, среди которых:
- премия им. М. Островского ЦК ЛКСМУ (1970);
- премия «За лучшую научную работу» высшей школы Украины (1983);
- медаль «За доблестный труд» (1979);
- медаль «В память 1500-летия Киева» (1982);
- медаль «За долголетний добросовестный труд» (1987);
- почётное звание «Заслуженный работник высшей школы УССР» (1989[4], по другим данным, 1984[5]);
- орден «Знак почёта» (1986);
- орден «За заслуги» III степени (1999)[5] и другие.